# 도메제디카도레
도메제디카도레(이탈리아어: Domegge di Cadore)는 이탈리아 베네토주의 벨루노도에 위치한 코무네 (지방자치단체)이다. 베네치아에서 북쪽 약 120 킬로미터 (75 mi), 벨루노에서 북동쪽 약 40 킬로미터 (25 mi) 거리에 있다.

## 지리
도메제디카도레는 피아베 계곡의 상류인 돌로미티에 위치해 있고, 피아베강의 좌안 쪽에 있으며 해발 고도는 발레셀라(Vallesella)의 옛 구역 655m에서 시작해, 그레아 (Grea)에서는 최대 900m에 이른다.
산맥

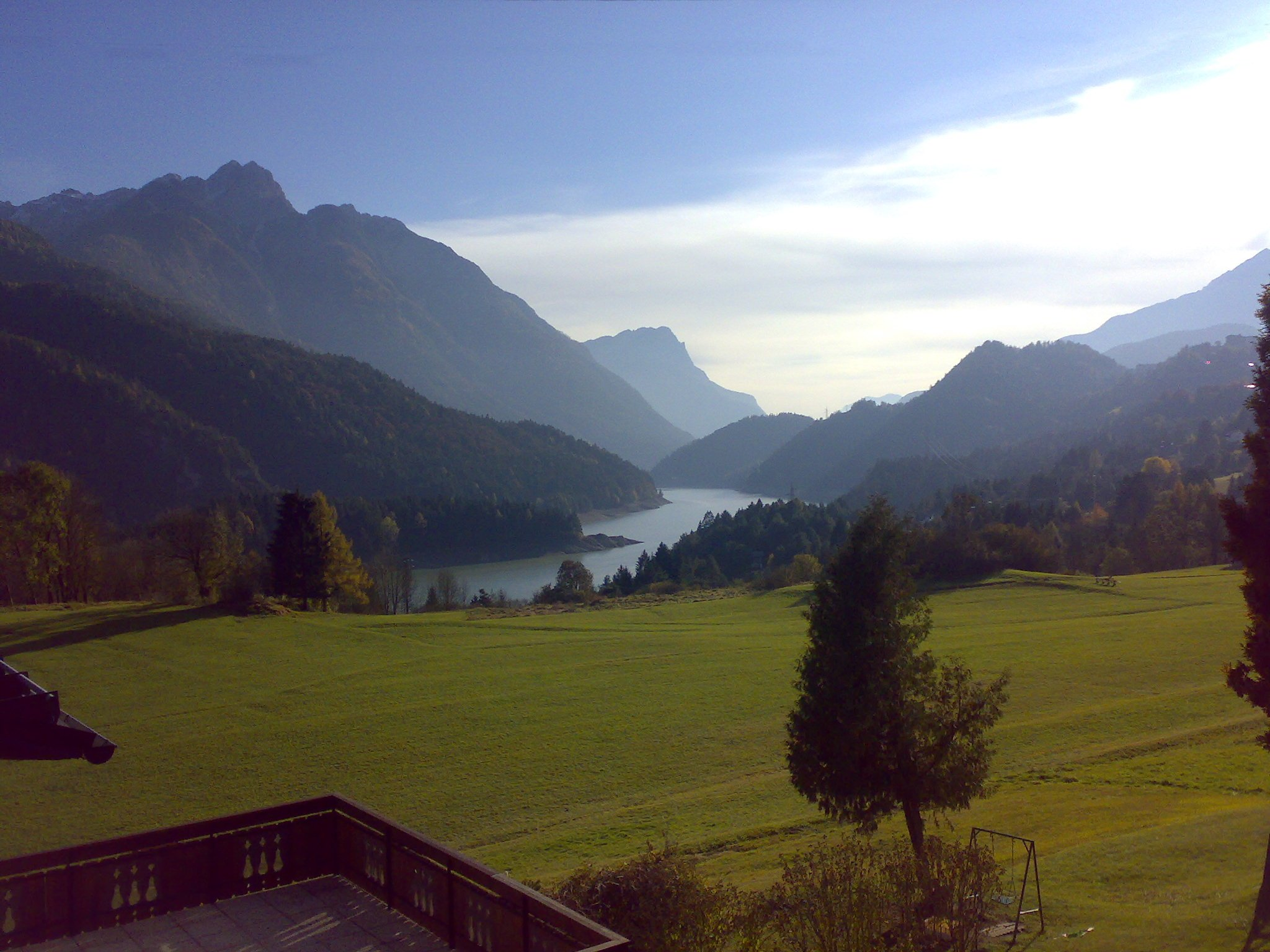
첸트로 카도레 저수지

이 지역이 걸쳐 있는 산군은 동쪽으로 몬팔코니(Monfalconi)와 스팔티 디 토로(Spalti di Toro), 서쪽으로 마르마롤레(Marmarole)이다. 가장 대표적인 봉우리 가운데 하나는 몬테 크리돌라(Monte Cridola) 산군에 속하는 몬테 몬타넬(Monte Montanèl, 해발 2,441m)이다.
강과 호수
피아베강이 도메제디카도레를 가로질러 흐르고 있으며, 첸트로 카도레 저수지를 이루고 있는 피에베 디 카도레 댐에 이용되고 있다. 이 지역에서 몰리나(Molinà) 및 탈라고나(Talagona ) 시내가 인접한 칼라초디카도레(Calalzo di Cadore) 지자체와 경계를 이루고 있고, 앞서 언급한 피아베강의 모든 지류인 크리돌라(Cridola) 시내는 로렌차고디카도레(Lorenzago di Cadore) 지자체와의 경계를 지리적으로가 아니라 행정적으로만 구분 짓는다. 120년이 넘는 기간 이곳은 안경테 생산으로 유명하였으며 여전히 광학 제품 생산 장소로 유명하다.

## 역사

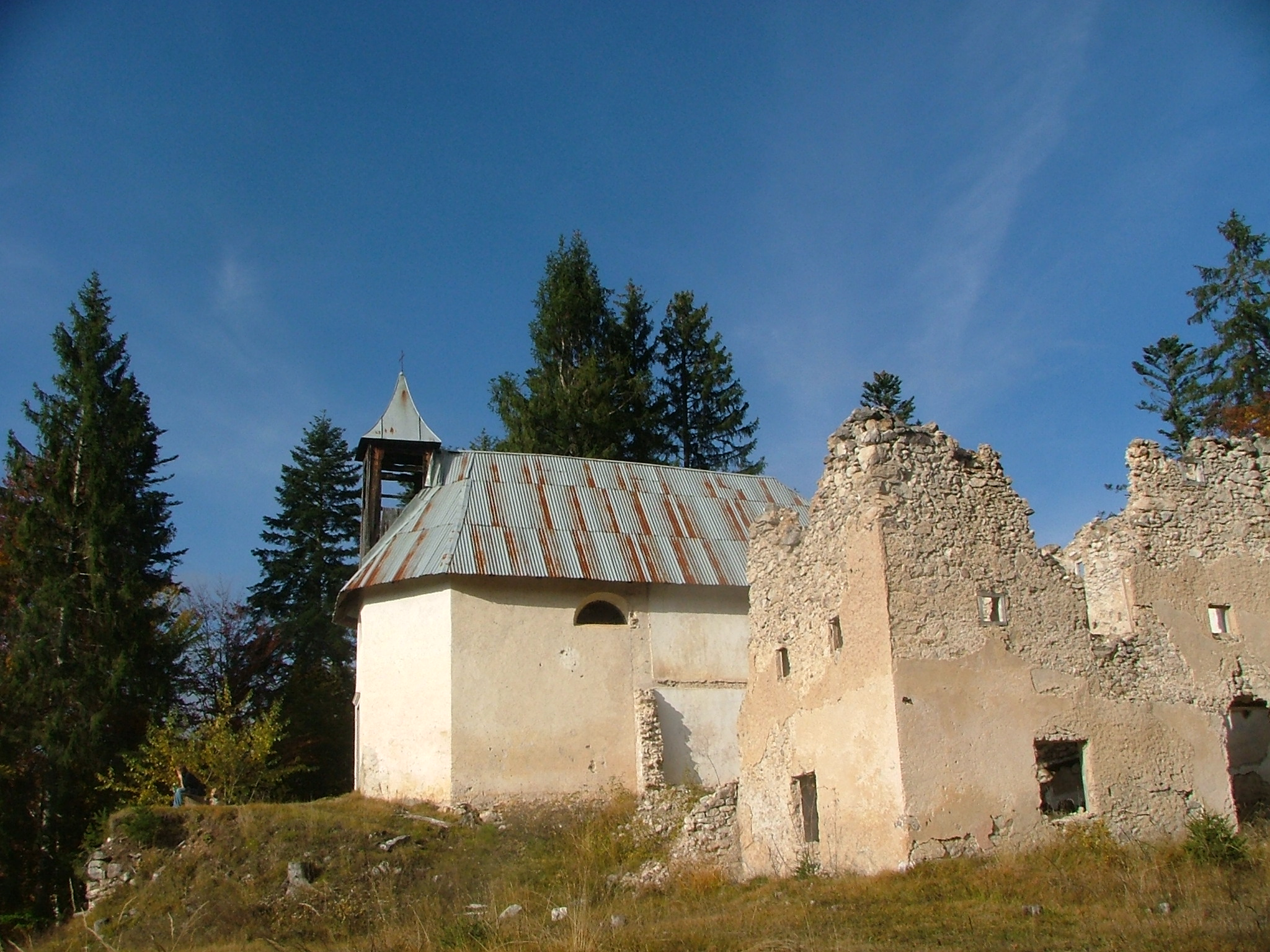
보수 이전 에레모 데이 로미티 (Eremo dei Romiti)

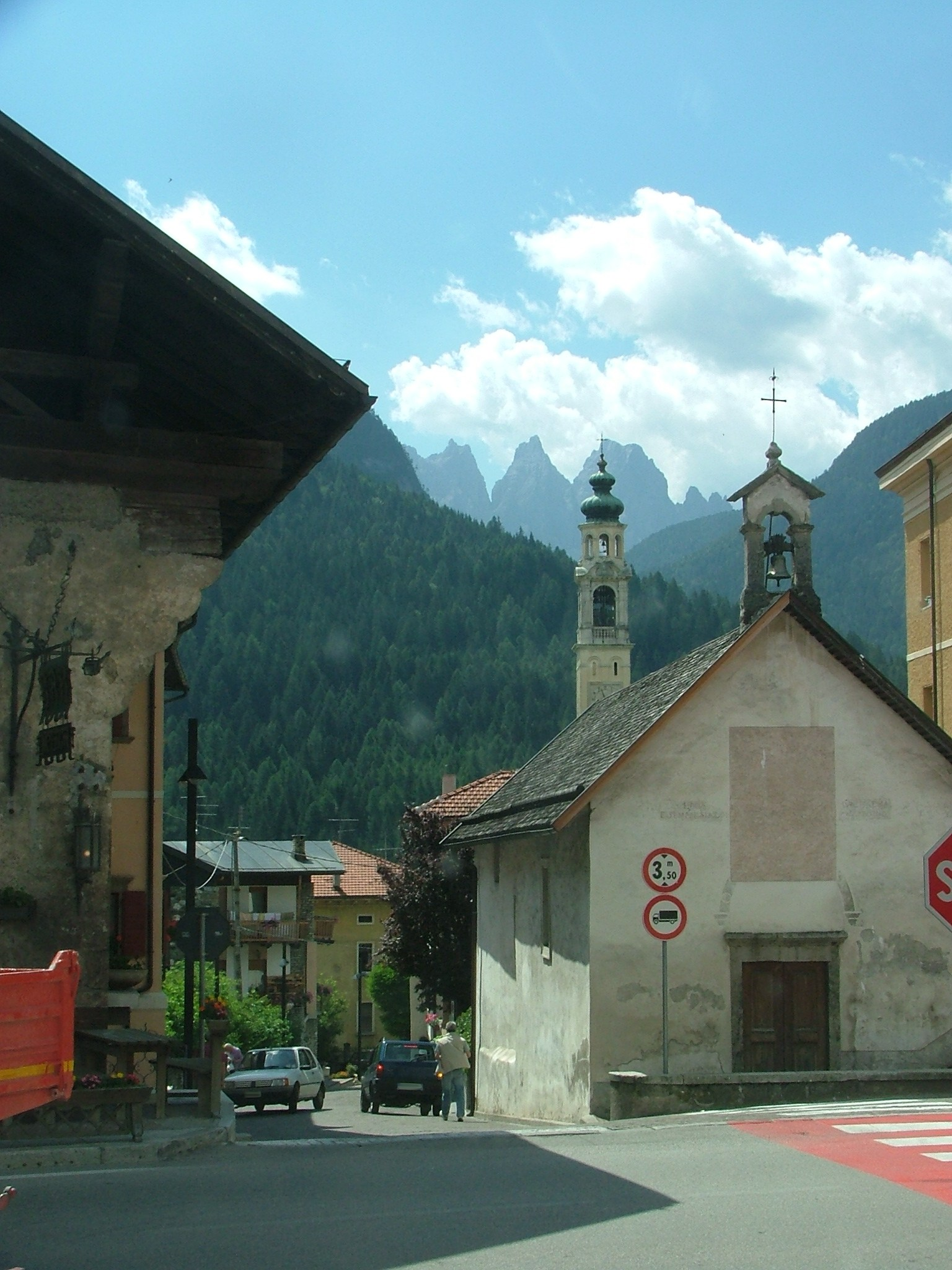
산 로코 교회와 세레니시마 바

청동기부터 로마 시대